# Englische Cricket-Nationalmannschaft in den West Indies in der Saison 2024/25
Die Tour der englischen Cricket-Nationalmannschaft in den West Indies in der Saison 2024/25 fand vom 31. Oktober bis zum 17. November 2024 statt. Die internationale Cricket-Tour war Bestandteil der Internationalen Cricket-Saison 2024/25 und umfasste drei ODIs und fünf Twenty20s. Die ODI-Serie gewannen die West Indies mit 2–1, während England die T20-Serie mit 3−1 gewannen.

## Vorgeschichte
Die West Indies bestritten zuvor eine Tour in Sri Lanka, England eine ebensolche in Pakistan. Das letzte Aufeinandertreffen der beiden Mannschaften bei einer Tour fand in der Tour in England statt.

## Stadien
Die folgenden Stadien wurde für die Tour als Austragungsort vorgesehen und am 11. Mai 2024 bekanntgegeben.
| Stadt       | Land                | Stadion                     | Kapazität | Spiele              |
| ----------- | ------------------- | --------------------------- | --------- | ------------------- |
| Bridgetown  | Barbados            | Kensington Oval             | 11.000    | 3. ODI; 1. & 2. T20 |
| Gros Islet  | Saint Lucia         | Beausejour Stadium          | 20.000    | 3. – 5. ODI         |
| North Sound | Antigua und Barbuda | Sir Vivian Richards Stadium | 10.000    | 1. & 2. ODI         |

## Kaderlisten
England benannte seinen ODI- und Twenty20-Kader am 2. Oktober 2024.
Die West Indies benannten ihren ODI-Kader am 29. Oktober 2024 und ihren T20-Kader am 8. November 2024.
| ODI | ODI | Twenty20 | Twenty20 |
| West Indies | England | West Indies | England |
| --- | --- | --- | --- |
| - Shai Hope (K, wk) - Jewel Andrew (wk) - Keacy Carty - Roston Chase - Matthew Forde - Shimron Hetmyer - Alzarri Joseph - Shamar Joseph - Brandon King - Evin Lewis - Gudakesh Motie - Sherfane Rutherford - Jayden Seales - Romario Shepherd - Hayden Walsh Jr. | - Liam Livingstone (K) - Rehan Ahmed - Jofra Archer - Jacob Bethell - Jos Buttler (wk) - Jafer Chohan - Sam Curran - Jordan Cox - Will Jacks - Saqib Mahmood - Dan Mousley - Jamie Overton - Michael Pepper (wk) - Adil Rashid - Phil Salt (wk) - Reece Topley - John Turner | - Rovman Powell (K) - Roston Chase - Matthew Forde - Shimron Hetmyer - Terrance Hinds - Shai Hope (wk) - Akeal Hosein - Alzarri Joseph - Shamar Joseph - Brandon King - Evin Lewis - Gudakesh Motie - Nicholas Pooran (wk) - Andre Russell - Sherfane Rutherford - Romario Shepherd - Shamar Springer | - Jos Buttler (K, wk) - Rehan Ahmed - Jofra Archer - Jacob Bethell - Jafer Chohan - Sam Curran - Jordan Cox - Will Jacks - Liam Livingstone - Saqib Mahmood - Dan Mousley - Jamie Overton - Michael Pepper (wk) - Adil Rashid - Phil Salt (wk) - Reece Topley - John Turner |

## One-Day Internationals

### Erstes ODI in North Sound
| 31. Oktober Scorecard | North Sound | England 209 (45.1)                             | – | West Indies 157-2 (25.5/35) |
|                       |             | West Indies gewinnt mit 8 Wickets (D/L method) |   |                             |

Die West Indies gewannen den Münzwurf und entschieden sich als Feldmannschaft zu beginnen. Für England begannen Phil Salt und Will Jacks als Eröffnungs-Batter. Salt erreichte 18 Runs und wurde gefolgt durch Jordan Cox. Jacks gelangen 19 Runs, woraufhin Jacob Bethell ins Spiel kam. Cox schied nach 17 Runs aus und Bethell kurz darauf nach 27 Runs. Daraufhin formten Liam Livingstone und Sam Curran eine weitere Partnerschaft. Livingstone erzielte 48 Runs und als Adil Rashid aufs Feld kam, schied auch Curran nach 37 Runs aus. Rashid verlor dann das letzte Wicket des Innings nach 15 Runs im 46. Over und erhöhte so die Vorgabe auf 210 Runs. Bester Bowler der West Indies war Gudakesh Motie mit 4 Wickets für 41 Runs. Für die West indies bildeten die Eröffnungs-Batter Brandon King und Evin Lewis eine Partnerschaft. Beim Stand von 81/0 im 15. Over gab es eine Regenunterbrechung und nach dem Wiederbeginn wurde die Vorgabe auf 157 Runs in 35 Overn reduziert. King schied nach 30 Runs aus und wurde durch Keacy Carty gefolgt. Lewis erzielte ein Fifty über 94 Runs und im 26. Over holte Carty die Vorgabe nach 19* Runs ein. Die englischen Wickets erzielten Liam Livingstone und Adil Rashid. Als Spieler des Spiels wurde Gudakesh Motie ausgezeichnet.

### Zweites ODI in North Sound
| 2. November Scorecard | North Sound | West Indies 328-6 (50)        | – | England 329-5 (47.3) |
|                       |             | England gewinnt mit 5 Wickets |   |                      |

England gewann den Münzwurf und entschied sich als Feldmannschaft zu beginnen. Die West Indies verloren früh ihre Eröffnungs-Batter, woraufhin Keacy Carty und Shai Hope eine Partnerschaft formten. Carty erzielte ein Fifty über 71 Runs und auch der ihm folgende Sherfane Rutherford konnte mit 54 Runs ein Fifty erreichen. Nachdem Shimron Hetmyer 24 Runs erzielt hatte, folgte ihm Roston Chase. Hope verlor sein Wicket nach einem Century über 117 Runs aus 127 Bällen, bevor Chase zusammen mit Matthew Forde das Innings mit einer Vorgabe von 328 uns beendete. Firde gelangen dabei 23 und Chase 20 Runs. Beste englische Bowler waren John Turner mit 2 Wickets für 42 Runs und Adil Rashid mit 2 Wickets für 62 Runs. Für England eröffneten Phil Salt und Will Jacks. Jacks erreichte 12 Runs und wurde durch Jacob Bethell gefolgt. Salt schied nach einem Fifty über 59 Runs aus, woraufhin Liam Livingstone aufs Feld kam. Nachdem Bethell nach einem Fifty über 55 Runs ausschied und auch der ihm folgende Sam Curran ein Fifty über 52 Runs erreicht hatte, gelang es Livingstone nah einem Century über 124* Runs aus 85 Bällen die Vorgabe im 48. Over einzuholen. Bester Bowler der West Indies war Matthew Forde mit 3 Wickets für 48 Runs. Als Spieler des Spiels wurde Liam Livingstone ausgezeichnet.

### Drittes ODI in Bridgetown
| 6. November Scorecard | Bridgetown | England 263-8 (50)                | – | West Indies 267-2 (43) |
|                       |            | West Indies gewinnt mit 8 Wickets |   |                        |

Die West Indies gewannen den Münzwurf und entschieden sich als Feldmannschaft zu beginnen. Für England etablierte sich Eröffnungs-Batter Phil Salt und an seiner Seite erzielte Sam Curran 40 Runs. Nachdem Dan Mousley aufs Feld gekommen war, schied Salt nach einem Fifty über 74 Runs aus. Dieser wurde durch Jamie Overton ersetzt und Mously gelang ebenfalls ein Fifty über 57 Runs. Overton formte eine weitere Partnerschaft mit Jofra Archer, bevor er selbst nach 32 Runs ausschied. Archer beendete das Innings ungeschlagen mit 38* Runs und erhöhte so die Vorgabe für die West Indies auf 264 Runs. Bester Bowler für die West Indies war Matthew Forde mit 3 Wickets für 35 Runs. Für die West Indies eröffneten Brandon King und Evin Lewis. Lewis erreichte 19 Runs, woraufhin an der Seite von King sich Keacy Carty etablierte. King gelang daraufhin ein Century über 102 Run aus 117 Bällen, bevor Carty ebenfalls mit einem Century über 128 Runs aus 114 Bällen die Vorgabe einholte. Die englischen Wickets erzielten Jamie Overton und Reece Topley. Als Spieler des Spiels wurde Brandon King ausgezeichnet.

## Twenty20 Internationals

### Erstes Twenty20 in Bridgetown
| 9. November Scorecard | Bridgetown | West Indies 182-9 (20)        | – | England 183-2 (16.5) |
|                       |            | England gewinnt mit 8 Wickets |   |                      |

England gewann den Münzwurf und entschied sich als Feldmannschaft zu beginnen. Für die West Indies bildete Eröffnungs-Batter Evin Lewis und der dritte Schlagmann Nicholas Pooran. Lewis erreichte 13 Runs, woraufhin in der Folge Rovman Powell 18 und Andre Russell 30 Runs erzielten. Pooran schied kurz darauf nach 38 Runs aus und Romario Shepherd und Gudakesh Motie formten eine weitere Partnerschaft. Motie gelangen 33 Runs und Shepherd erhöhte mit einem 35* Runs bis zum Ende des Innings die Vorgabe für England auf 183 Runs. Beste englische Bowler waren Saqib Mahmood mit 4 Wickets für 34 Runs und Adil Rashid mit 3 Wickets für 32 Runs. Für England eröffneten Phil Salt und Will Jacks. Jacks schied nach 17 Runs aus, bevor Salt zusammen mit Jacob Bethell die Vorgabe im 17. Over einholte. Phil gelang dabei ein Century über 103* Runs aus 54 Bällen und Bethell ein Fifty über 58* Runs. Die Wickets der West Indies erzielten Gudakesh Motie und Romario Shepherd. Als Spieler des Spiels wurde Phil Salt ausgezeichnet.

### Zweites Twenty20 in Bridgetown
| 10. November Scorecard | Bridgetown | West Indies 158-8 (20)        | – | England 161-3 (14.5) |
|                        |            | England gewinnt mit 7 Wickets |   |                      |

England gewann den Münzwurf und entschied sich als Feldmannschaft zu beginnen. Nachdem die beiden Eröffnungs-Batter ihr Wicket verloren bildete Nicholas Pooran zusammen mit Roston Chase eine Partnerschaft. Chase schied nach 13 Runs aus und wurde durch Rovman Powell ersetzt. Pooran gelangen 14 Runs, woraufhin Romario Shepherd aufs Feld kam. Powell verlor sein Wicket nach 43 Runs. Nachdem Matthew Forde ins Spiel gekommen war, schied Shepherd nach 22 Runs aus. Forde beendete das Inning ungeschlagen mit 13* Runs und erhöhte so die Vorgabe auf 159 Runs. Beste englische Bowler mit jeweils 2 Wickets waren Liam Livingstone (für 16 Run), Saqib Mahmood (für 20 Runs) und Dan Mousley (für 29 Runs). Für England formte Eröffnungs-Batter Will Jacks eine Partnerschaft zusammen mit Jos Buttler. Jacks schied nach 38 Runs aus und wurde durch Liam Livingstone ersetzt. Buttler gelang ein Fifty über 83 Runs, woraufhin Livingstone nach ungeschlagenen 23* Runs im 15. Over die Vorgabe einholte. Bester Bowler der West Indies war Romario Shepherd mit 2 Wickets für 45 Runs. Als Spieler des Spiels wurde Jos Buttler ausgezeichnet.

### Drittes Twenty20 in Gros Islet
| 14. November Scorecard | Gros Islet | West Indies 145-8 (20)        | – | England 149-7 (19.2) |
|                        |            | England gewinnt mit 3 Wickets |   |                      |

England gewann den Münzwurf und entschied sich als Feldmannschaft zu beginnen. Die west Indies verloren in ihren ersten sechs Overn fünf Wickets, bevor sich Rovman Powell und Romario Shepherd als Partnerschaft etablierten. Shepherd schied nach 30 Runs aus und kurz darauf auch Powell nach einem Fifty über 54 Runs. Bis zum Ende des Innings gelangen dann Alzarri Joseph 21* weitere Runs, womit die Vorgabe auf 146 Runs erhöht wurde. Beste englische Bowler waren Saqib Mahmood mit 3 wickets für 17 Runs und James Overton mit 3 Wickets für 20 Runs. Für England formte Eröffnungs-Batter Will Jacks eine Partnerschaft zusammen mit dem fünften Schlagmann Sam Curran. Jacks erreichte 32 Runs, woraufhin Liam Livingstone ins Spiel kam. Curran erzielte bis zu seinem Ausscheiden 41 Rund, bevor Livingstone nach 39 Runs ausschied. Kurz darauf konnte die Vorgabe eingeholt werden. Bester Bowler der west Indies war Akeal Hosein mit 4 Wickets für 22 Runs. Als Spieler des Spiels wurde Saqib Mahmood ausgezeichnet.

### Viertes in Gros Islet
| 16. November Scorecard | Gros Islet | England 218-5 (20)                | – | West Indies 221-5 (19) |
|                        |            | West Indies gewinnt mit 5 Wickets |   |                        |

Die West Indies gewannen den Münzwurf und entschieden sich als Feldmannschaft zu beginnen. Als Spieler des Spiels wurde Shai Hope ausgezeichnet.

### Fünftes Twenty20 in Gros Islet
| 17. November Scorecard | Gros Islet | West Indies 44-0 (5) | – | England |
|                        |            | No Result            |   |         |

England gewann den Münzwurf und entschied sich als Feldmannschaft zu beginnen. Spiel wurde auf Grund von Regenfällen abgesagt.

## Auszeichnungen

### Player of the Series
Als Player of the Series wurden der folgende Spieler ausgezeichnet.
| Serie | Player of the Series |
| ----- | -------------------- |
| ODI   | Matthew Forde        |
| T20   | Saqib Mahmood        |

### Player of the Match
Als Player of the Match wurden die folgenden Spielerinnen ausgezeichnet.
| Spiel  | Player of the Match |
| ------ | ------------------- |
| 1. ODI | Gudakesh Motie      |
| 2. ODI | Liam Livingstone    |
| 3. ODI | Brandon King        |
| 1. T20 | Phil Salt           |
| 2. T20 | Jos Buttler         |
| 3. T20 | Saqib Mahmood       |
| 4. T20 | Shai Hope           |
| 5. T20 | –                   |